# Santa Teresita, Sayula de Alemán
Santa Teresita är en ort i Mexiko.   Den ligger i kommunen Sayula de Alemán och delstaten Veracruz, i den sydöstra delen av landet, 500 km öster om huvudstaden Mexico City. Santa Teresita ligger 66 meter över havet och antalet invånare är 233.
Terrängen runt Santa Teresita är platt. Runt Santa Teresita är det glesbefolkat, med 10 invånare per kvadratkilometer. Närmaste större samhälle är El Paraíso, 19,4 km sydväst om Santa Teresita. Omgivningarna runt Santa Teresita är en mosaik av jordbruksmark och naturlig växtlighet.